# 고경흠
고경흠(高景欽, 1909년 ~ 1963년)은 일제강점기 활동했던 사회주의 운동가, 조선민주주의인민공화국의 정치인이다. 필명은 김민우(金民友)·김영두(金榮斗)·남해명(南海明)·차석동(車石東) 등 있다.